# Teatime Dub Encounters
Teatime Dub Encounters – wspólny minialbum zespołu Underworld i Iggy’ego Popa, wydany 27 lipca 2018 roku przez Caroline International.

## Minialbum

### Historia
Iggy Pop spotkał się z Underworld w 2017 roku w londyńskim Savoy Hotel, kiedy zespół produkował ścieżkę dźwiękową do filmu T2 Trainspotting w reżyserii Danny’ego Boyle’a. Wątkiem łączącym obu artystów był fakt, że zarówno „Lust for Life Popa”, jak i „Born Slippy .NUXX” Underworld znalazły się na ścieżce dźwiękowej filmu  Trainspotting. Wraz z nadchodzącą premierą T2 Trainspotting Underworld zaczął wyobrażać sobie swój własny sequel. Powstał plan, aby zabrać Popa na spotkanie w hotelu i zaskoczyć go po przyjeździe w pełni działającym studiem i partią utworów gotowych do overdubbingu wokalnego. Artysta nie odmówił, ale nie zdążył się przygotować, stąd jego teksty są częściowo recytowane. 

### Wydania
EP-ka została wydana 27 lipca 2018 roku nakładem Caroline International w kilku wersjach: jako płyta winylowa i digital download. Natomiast w Japonii ukazała się (tego samego dnia) nakładem miejscowej wytwórni Beat Records jako płyta CD z dwoma dodatkowymi utworami.

### Utwory
Teatime Dub Encounters rozpoczyna się utrzymanym w szybkim rytmie utworem „Bells & Circles”, w którym Pop inspirując się tekstami Hyde’a przedstawia swoje myśli o paleniu w samolotach w stylu spoken word. Hyde wspomaga go dodatkowym wokalem. W napędzanym perkusją „Trapped” Pop wykrzykuje tekst w stylu B-52s, wspomagany przez Hyde’a. Z kolei tematem introspektywnej, ambientowej  ballady „I See Big” są przemyślenia Popa na temat jego młodości i przyjaźni, zaśpiewane na tle nastrojowego, instrumentalnego podkładu, realizowanego przez Smitha. Końcowy utwór, masywny, wypełniony pogłosem „Get Your Shirt”, ma bardziej instrumentalny niż wokalny charakter, a jego tematem są godne pożałowania decyzje.

#### Lista
Lista według Discogs:
| 1. | Bells & Circles | 7:29  |
|    |                 |       |
| 2. | Trapped         | 7:43  |
|    |                 |       |
| 3. | I'll See Big    | 4:46  |
|    |                 |       |
| 4. | Get Your Shirt  | 7:30  |
|    |                 |       |
|    |                 | 27:28 |
|    |                 |       |
Dodatkowe utwory na wersji japońskiej:
| 5. | Bells & Circles (Instrumental Version) | 7:30  |
|    |                                        |       |
| 6. | Get Your Shirt (Instrumental Version)  | 7:31  |
|    |                                        |       |
|    |                                        | 15:01 |
|    |                                        |       |
- autorzy, rejestracja nagrań: Iggy Pop, Karl Hyde, Rick Smith
- dodatkowy wokal: Esme Bronwen-Smith
- produkcja: Rick Smith
- szata graficzna: Tomato

## Odbiór

### Opinie krytyków
| Oceny łączne         | Oceny łączne |
| Publikacja           | Ocena        |
| -------------------- | ------------ |
| Album of the Year    | 69/100       |
| AnyDecentMusic?      | 6.7/10       |
| Metacritic           | 65/100       |
| Recenzje             |              |
| Publikacja           | Ocena        |
| AllMusic             | [ 11 ]       |
| Consequence of Sound | C-           |
| Drowned in Sound     | 8/10         |
| The Guardian         | [ 14 ]       |
| laut.de              | [ 15 ]       |
| NME                  | [ 16 ]       |
| Pitchfork            | 4.7/10       |
| RYM                  | 3.22/5       |
| Sputnikmusic         | 3.2/5        |
| Under the Radar      | 8/10         |
| Wyborcza.pl          | 3/5          |

Album zyskał na ogół przychylne recenzje na podstawie 8 recenzji krytycznych zebranych w Metacritic.
W ocenie Andy’ego Kellmana z AllMusic EP-ka Underworld i Iggy’ego Popa jest „rozbrajająca, ale mało znacząca, wypełniona dużą ilością frywolnego humoru i odrobiną poważnych refleksji. (...) Smith i Hyde pozostawiają wystarczająco dużo miejsca, aby Iggy był głównym punktem, z wszechstronną wokalistką Esme Bronwen-Smith (córką Ricka Smitha), bardziej widoczną w tle niż Hyde. Iggy przełącza się pomiędzy trybem mówionym i śpiewanym, z zapałem wspominając 'złote czasy podróży lotniczych', żartując z ograniczeń prostego życia i przestrzegając przed rezygnacją z artystycznej i emocjonalnej kontroli.
Według Collina Brennana z Consequence of Sound „ogólne liryczne tematy Popa o uwięzieniu w postmodernizmie i opłakiwaniu złotej ery punka nie współgrają z prawdziwą witalnością, która przepływa przez kompozycje Underworld (...). [Pop] zamiast przesunąć granicę dalej i zaangażować się w dialog z ewoluującą marką elektroniki Underworld, wycofuje się do monologu opowieści ostrzegawczych i epizodów z dobrych, starych czasów”.
Zdaniem Jarka Szubrychta z Gazety Wyborczej wspólny minialbum Underworld i Iggy’ego Popa nie jest „jakimś ekscentrycznym pomysłem dwóch szukających nowych wyzwań gwiazd, ale raczej próbą uczczenia spotkania na ścieżce dźwiękowej Trainspotting podjętą przy okazji premiery sequela filmu Boyle’a”.  Najsłabszym elementem płyty są, jego zdaniem, teksty Popa. Od strony muzycznej Teatime Dub Encounters „oparte zostało przez Underworld na ciemnych, mocno zbasowanych brzmieniach („dub” z tytułu zobowiązuje), poza jednym wyjątkiem podanych w zaskakująco żwawych tempach. Dzięki temu zrzędzenie Iggy’ego łatwiej znieść. (...) Słucha się więc Teatime Dub Encounters z przyjemnością, a że płyta zawiera raptem cztery piosenki, można nawet poczuć ukłucie niedosytu” – podsumowuje autor. 
„Jeśli Trainspotting sam w sobie zasługiwał na sequel – to tak samo muzyka w nim.... a ja, jako jedna, witam tę nową markę electro-spoken-word – nawet jeśli są to tylko cztery piosenki” – ocenia Nicoletta Wylde z magazynu Drowned in Sound dając EP-ce 8 punktów.
„Owoce tej zaimprowizowanej sesji brzmią dokładnie tak, jak można się spodziewać. Kompozycje Underworld są bujne i dopracowane, podczas gdy ad-liby Iggy’ego mają tendencję do kręcenia się w kółko, czasami pauzując i trzeszcząc w poszukiwaniu następnego słowa lub frazy” – ocenia Daniel Martin-McCormick z magazynu Pitchfork.
Michael Schuh z laut.de podkreśla, że po bardzo dobrej współpracy z Joshuą Homme Pop utrzymuje swój poziom również na tej EP-ce, jednak jej zwięzłość „idealnie wyważona w czterech utworach jest być może jeszcze bardziej przypisywana wkładowi Underworld”.

### Listy tygodniowe
| Kraj              | Lista                 | Pozycja |
| ----------------- | --------------------- | ------- |
| Stany Zjednoczone | Independent Albums    | 22      |
| Szkocja           | Scottish Albums Chart | 11      |
| Wielka Brytania   | UK Albums Chart       | 20      |
| Wielka Brytania   | UK Album Downloads    | 16      |
| Wielka Brytania   | UK Albums Sales       | 13      |
| Wielka Brytania   | UK Physical Albums    | 12      |
| Wielka Brytania   | UK Vinyl Albums       | 2       |